# Diospyros kika
Diospyros kika là một loài thực vật có hoa trong họ Thị. Loài này được Debb. & Biswas mô tả khoa học đầu tiên năm 1937.